# Хедрик, Чэд
Чэд Хедрик (англ. Chad Hedrick; род. 17 апреля 1977, Спринг, Техас) — американский конькобежец, олимпийский чемпион 2006 года на дистанции 5000 метров, чемпион мира 2004 года в классическом многоборье, двукратный чемпион мира на пятикилометровой дистанции. Как бегун на роликах (спидскейтер) является 50-кратным чемпионом мира, пятикратный чемпион Всемирных игр, автор революционных изменений в технике катания на роликах, ввел технику двойного толчка (double push).

## Биография
Чэд Хедрик впервые встал на ролики, когда ему был один год. С 1994 по 2002 года он 50 раз становился чемпионом мира в скоростном беге на роликах. Много раз побеждал на национальных чемпионатах, выигрывал Панамериканские и Всемирные игры на роликах. Хэдрик стал инноватором в технике бега на роликах.  До него на роликах использовалась классическая техника бега, идентичная бегу на коньках по льду, Хэдрик же ввел технику двойного толчка или дабл-пуш (en:Double push), которая позволила увеличить скорость бега.
В 2002 году, посмотрев по телевизору, как Дерек Парра, который был его товарищем по команде США на роликах, стал олимпийским чемпионом на коньках, Чэд принял для себя решение также перейти в конькобежный спорт. Уже в 2004 году Хэдрик становится чемпионом мира в классическом многоборье. На Олимпийских играх 2006 года в Турине Хэдрик становится олимпийским чемпионом на дистанции 5000 м, а также завоевывает медали на дистанциях 1500 и 10000 метров. На Олимпийских играх 2010 года в Ванкувере Хэдрик становится третьим на дистанции 1000 метров и вторым в командной гонке. После Ванкуверской олимпиады Хэдрик завершил спортивную карьеру.

## Личная жизнь
В 2008 году Чэд  женился на Линси Элизабет Адамс. Пара имеет двух дочерей, 2009 и 2010 годов рождения. В 2014 году родился сын